# Floci
Floci (nazywane także: Orașul de Floci, Cetatea de Floci, Târgul de Floci, Tîrgul de Floci) – opuszczone i zniszczone miasto na Wołoszczyźnie, w południowej Rumunii, położone u ujścia rzeki Ialomițy do Dunaju.

## Historia
Nazwa Orașul de Floci znaczy Miasto Wełny. Miasto było ważnym ośrodkiem handlowym. Pierwsze wzmianki o nim pochodzą z roku 1431, z czasów Dana II, ale istniało najprawdopodobniej już we wcześniejszym stuleciu. Floci zostało podpalone przez Stefana III w czasie wojny między Mołdawią a Wołoszczyzną – sprzymierzeńcem Imperium Osmańskiego. Miasto odbudowano dość szybko, ale wkrótce zostało ponownie zniszczone przez polsko-tatarskie oddziały dowodzone przez Simiona Movilę. Ostatecznie miasto upadło w czasie V wojny rosyjsko-tureckiej w latach 1768–1774, gdy większość mieszkańców zginęła w czasie walk.
W miejscu miasta po wojnie powstała wioska Piua-Petrii, która została jednak zniszczona podczas serii powodzi i wylewów Dunaju w początkach XX wieku. Obecnie ruiny miasta i wsi znajdują się w gminie Giurgeni.